# Hrvatski glasnik (Chicago)
Hrvatski glasnik je bio hrvatski iseljenički tjednik iz Chicaga kojeg je 1909. godine osnovao Josip Marohnić. Povremeno je izlazio u Pittsburghu, a prestao je izlaziti 1932.
Uređivali su ga Zvonimir Kostelski, Ivan Horvat, Vjekoslav Meler, Ivan Lupis Vukić i Tomo Cesar.